# Johannis Zaaijer
Johannis Zaaijer (Dirksland, 27 maart 1835 - 's-Gravenhage, 18 december 1918) was een Nederlands burgemeester.

## Biografie
Zaaijer was lid van de in het Nederland's Patriciaat opgenomen landbouwersfamilie Zaaijer uit Dirksland en was een zoon van Pieter Zaaijer (1813-1896), burgemeester van Dirksland, en Jannetje Lodder (1814-1900). Hij trouwde in 1862 Cornelia Geertruida van Weel (1836-1921) met wie hij vier kinderen kreeg. Hij was aanvankelijk kandidaat-notaris, werd in 1877 benoemd tot burgemeester van Melissant, in 1880 ook van Herkingen tot hij tot slot in 1883 zijn vader ook nog opvolgde als burgemeester van zijn geboorteplaats Dirksland; van de drie gemeenten zou hij tot 1901 burgemeester blijven. Hij werd in die functies opgevolgd door zijn achterneef Cornelis Zaaijer.